# Korea földrajza

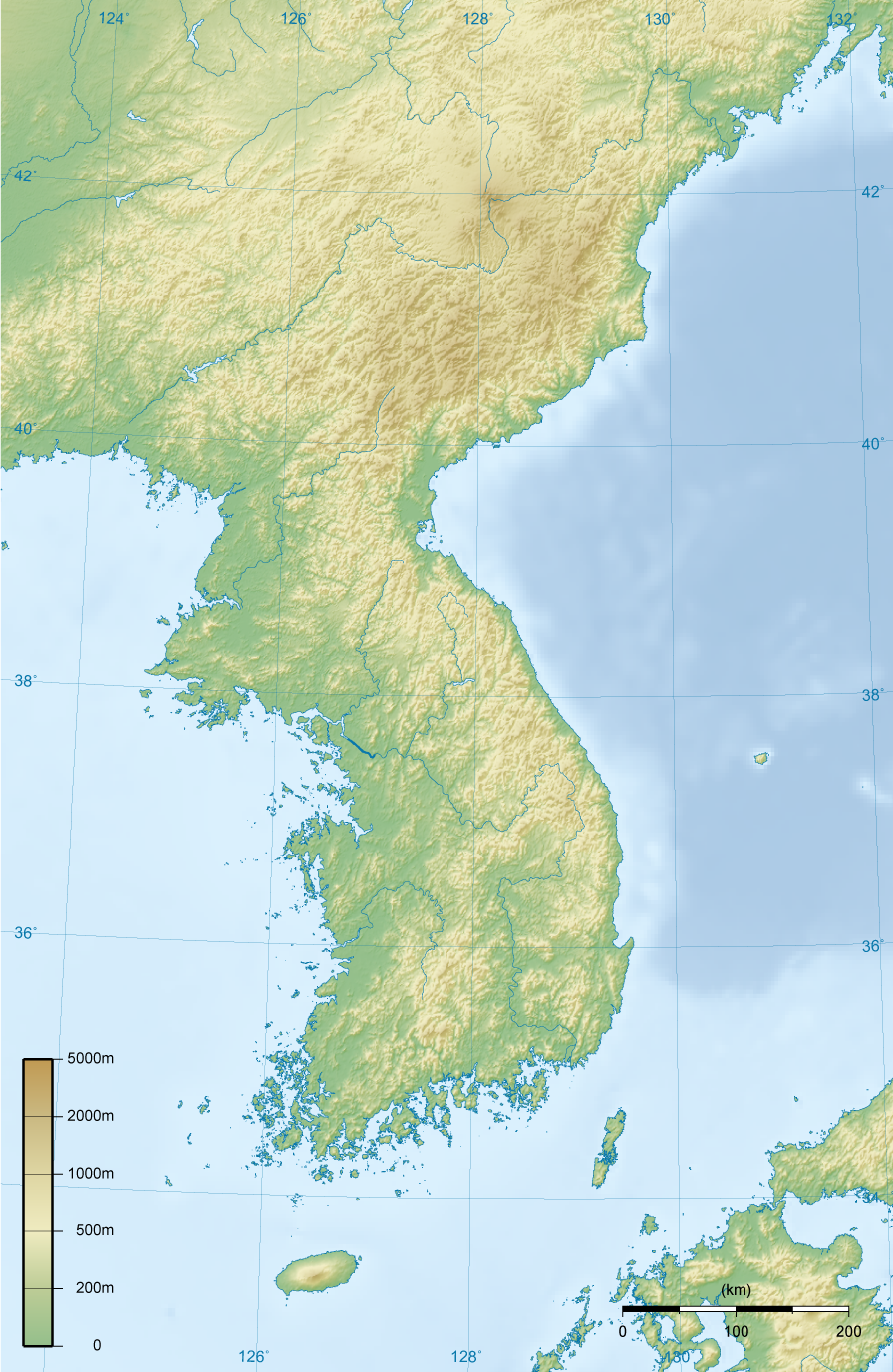
A Koreai-félsziget domborzata

Korea földrajza alatt a Kelet-Ázsiában található Koreai-félszigetföldrajzát értjük, ahol Észak-Korea és Dél-Korea fekszik. Északon Kínától a Jalu (koreaiul: Amnok folyó) és a Tumen folyó határolja, keleten és délkeleten a Japán-tenger, délen a Kelet-kínai-tenger, nyugaton pedig a Sárga-tenger veszi körül.
Legmagasabb pontja Észak-Korea területén található a kínai határnál, a Pektu-hegy, 2744 méterrel. Második legmagasabb pontja egyben Dél-Korea legmagasabb hegye, a Halla-hegy, 1950 méterrel a tengerszint fölött, mely Csedzsu szigetén található, a Japán-tengeren. 
Nevezetesebb szigetei északi részen Sinmi-sziget (신미도), délen Csedzsu-sziget (제주도), Kodzse-sziget (거제도), Csin-sziget (진도) és Kanghvado (강화도).

## Vízrajz

A Koreai-félsziget folyói

A Koreai-félsziget vízrajza a domborzata miatt egyértelműen nyugat-orientált. Főbb folyói, a Tedong (대동강), a Han folyó, a Kum és a Jongszan mind a Sárga-tengerbe torkollik. Ezen a folyók árterei biztosítják a nyugati síkságokon való rizstermesztést. 
A Han folyó, bár csak a negyedik leghosszabb folyója Dél-Koreának, mégis ez a leghíresebb, a legjelentősebb, hiszen keresztülszeli a fővárost, Szöult, és egy rövid szakaszon határfolyó Észak-Koreával. Két folyó találkozásából keletkezik, az Északi-Han (북한강) és a Déli-Han (남한강) folyóból, melyek mindketten a Thebek-hegységből (태백산맥) erednek. 
A Tedong  folyó Észak-Korea legjelentősebb folyója, és 439 kilométerrel a második leghosszabb az északi állam területén. A Rangnim-hegységben (랑림산맥) ered, majd áthalad a fővároson, és egyenesen a Sárga-tengerbe ömlik. A folyó rendkívül mély, így hajózható.
Dél-Korea leghosszabb folyója az 510 km hosszúságú Naktong (낙동강), mely a Thebek-hegységből ered, majd Tegu városát keresztezve Puszannál ömlik a tengerbe, a Koreát Japántól elhatároló Koreai-szorosnál.
A nyugati, délnyugati partvidék különlegessége az ún. ria part.  Az egykori folyótorkolatokat tengervíz öntötte el, mely vagy a szárazföld lesüllyedéséből, vagy a tengerszint megemelkedéséből következett. Ennek legszebb példáját Mokpho város környékén találhatjuk, de a Han folyó torkolatánál is megfigyelhető a jelenség.
A ria partvidék tehát rengeteg szigetből, öbölből, beltengerből áll, így megfelelő terepet nyújt a halászatnak, halgazdálkodásnak, a tengeri kereskedelemnek. Ezen a vidéken különösen magas az ár-apály különbség, például Incshon partjainál elérheti a 9 métert is.

## Domborzat
A Koreai-félsziget domborzatát tekintve 70%-ban hegyvidék, így a két Koreát tartják a világ egyik leghegyvidékesebb országának. Kisebb síkságok találhatók a nyugati oldalon, főleg a déli állam területén. Dél-Korea rizsfogyasztásának jelentős százaléka az itt található rizsföldekből származik.  A félsziget legmagasabb pontja a Pektu-hegy (백두산) 2744 méterrel, mely Észak-Koreában található. Földtanilag a félsziget döntő többségében a prekambrium idejében alakult ki, de a rengeteg sziget vulkanikus eredetű, és két nemrégiben még aktív vulkánt is meg kell említeni, a Pektu-hegyet és a Halla-hegyet (한라산). Maga a Halla-hegy egy pajzsvulkán, a Pektu-hegy esetében pedig a csúcsa helyett egy hatalmas kráterrel találkozunk. Ma már nincs aktív vulkanikus tevékenység a félszigeten, de a rengeteg hőforrás és Csedzsu szigetének lassú emelkedése is azt jelzi, hogy egyfajta alacsonyabb szintű vulkanizmus még ma is jelen van.

## Éghajlat

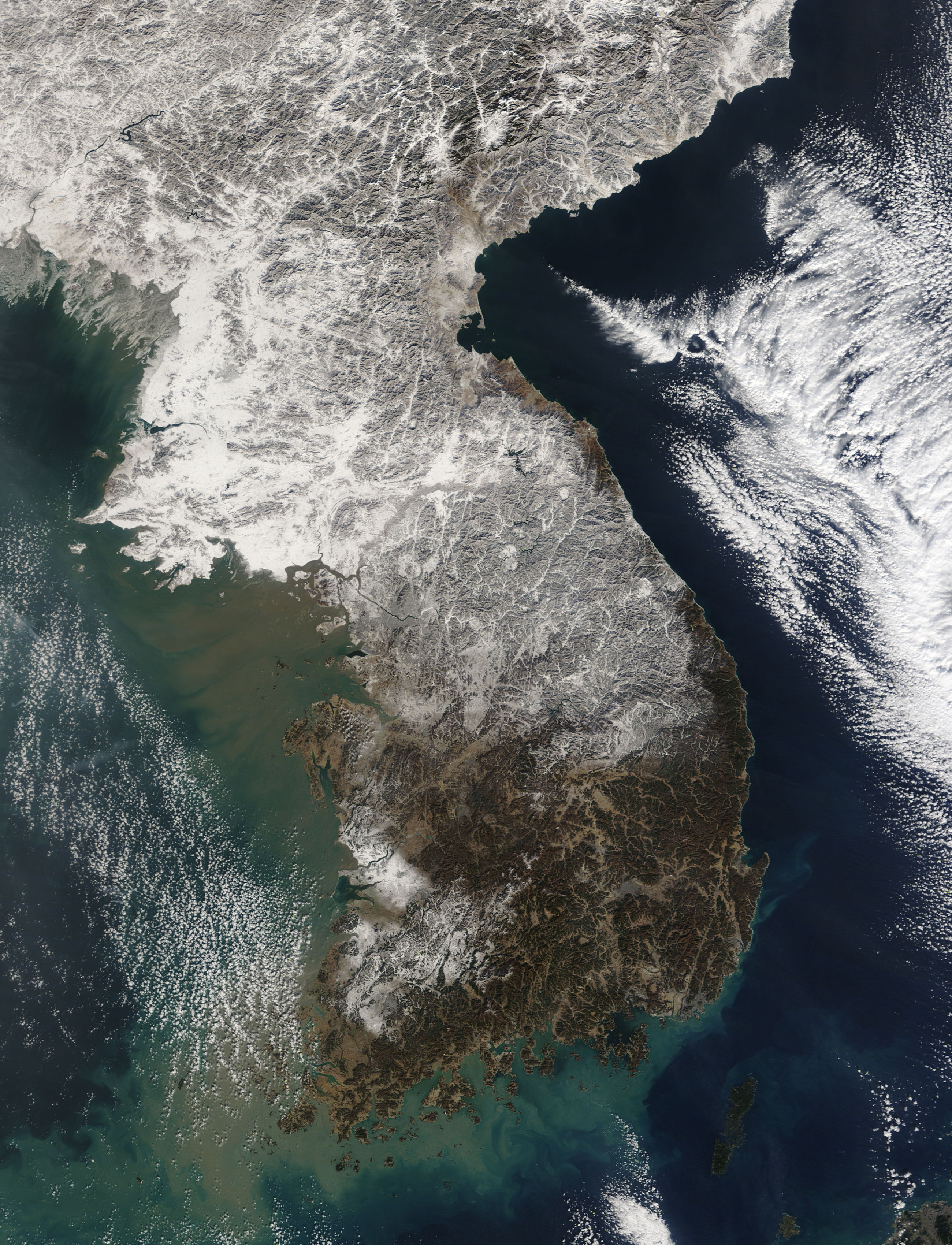
A NASA műholdfelvétele, 2010. január 3.

Korea éghajlata mérsékelt, de északról délre haladva meglepően különböző és változatos. Míg az északi részén a nedves kontinentális és az óceáni éghajlat a jellemző, a délebbre fekvő tájakon már inkább a mediterrán. 
Észak-Koreában a telek hidegek és szárazak, és gyakoriak a hóviharok, melyet a zord szibériai szél generál. A nyár meleg és csapadékos, nagy szerepet játszik a csendes-óceán felől érkező monszun. Az ősz és tavasz átmeneti évszakok, közepes mennyiségű csapadékkal és kellemes hőmérséklettel ezek a legkellemesebb időszakok. 
Szöulban és környékén mérsékelt övi monszun éghajlat uralkodik, és szintén négy évszakot különböztetünk meg: novembertől márciusig tartó hosszú tél, április-májusban enyhe tavasz, júniustól augusztusig forró, csapadékos nyár és szeptember-október táján egy szintén átmeneti ősz. Mivel a félszigetet legjobban az óceán és a monszun befolyásolja, egész évben sok csapadék hullik, az éves csapadékmennyiségnek több mint kétharmada a nyári hónapokban. Így a nyarak rendkívül párásak, melegek.
A félsziget belső területein hasonló az időjárás, de az átlaghőmérséklet nyáron alacsonyabb, és kevesebb a csapadék is. Télen viszont kicsivel több hó esik, így a csapadékhullás kiegyensúlyozottabb.
A déli partvidéken és Csedzsu szigetén a mediterrán éghajlat a meghatározó. Télen alig esik fagypont alá a hőmérséklet, nyáron viszont melegebb van, mint a fővárosban. Több a napsütéses órák száma, mint Korea bármely részén, kevesebb a csapadék is, viszont egész évben az erős szél dominál.

## Élővilág

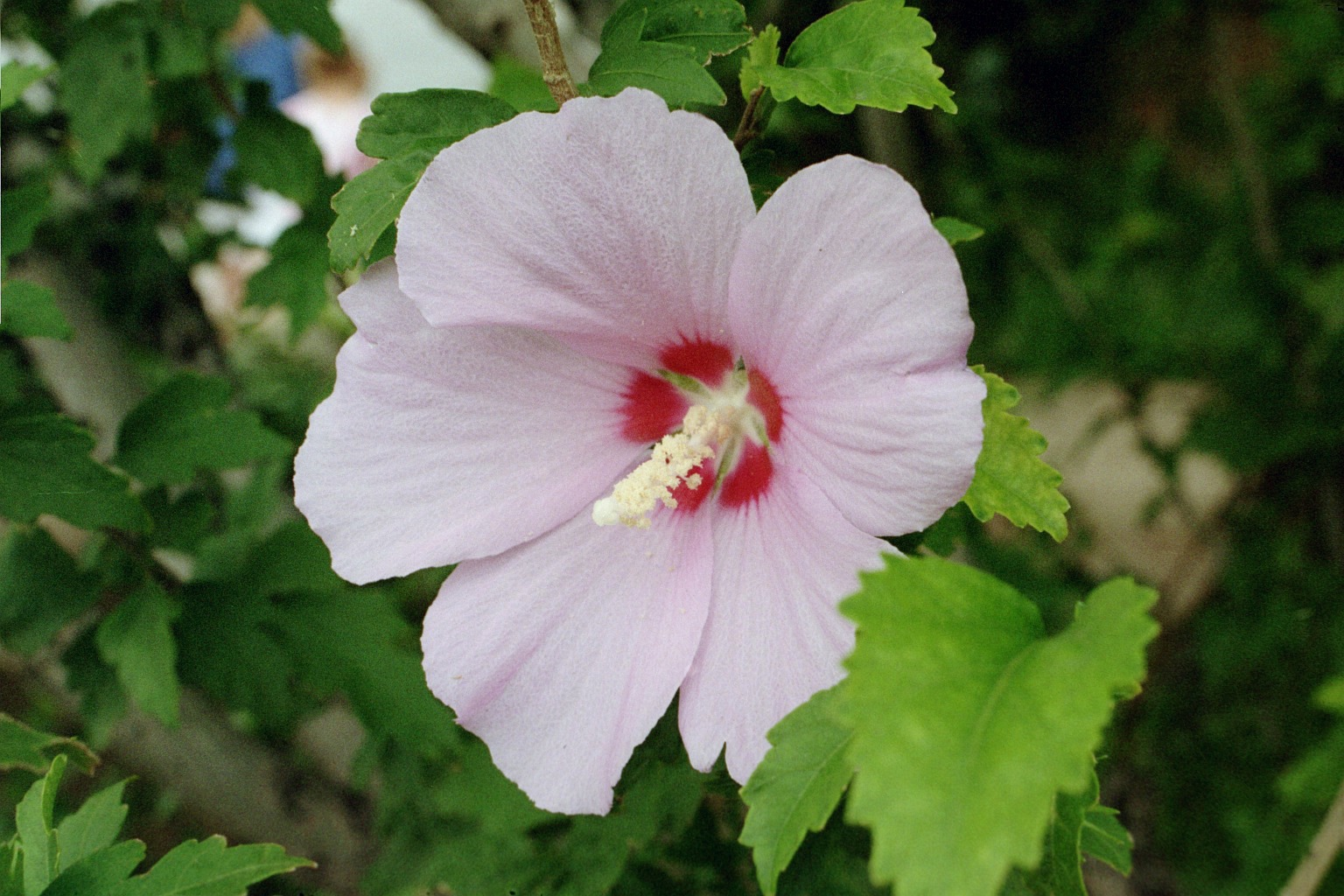
Mályvavirág

A Koreai-félsziget növényzete éghajlatának megfelelően változik. A tűlevelű erdő az egész félsziget hegységeiben dominál, Dél-Korea területén viszont gyakran vegyül lombhullató fákkal. Délen is gyakori a vörösfenyő illetve a boróka.
Nagyjából 3000 faj él itt, ebből pedig 500 egyedülálló Koreában. Legjellegzetesebb növényei az örökzöldek, a kaméliafélék, illetve a kerti mályvacserje (무궁화),  Dél-Korea nemzeti virága.  
Megtalálhatók azok a gyümölcsök, melyek Magyarországon is, így az alma, körte, őszi- és sárgabarack, datolyaszilva, illetve jellegzetes gyümölcse még a kínai birs. Délen a mediterrán éghajlatnak megfelelően a citrusfélék a jellemzőek.
A félsziget állatvilága 130 édesvízi halfajt, 112 madárfélét, 49 emlősfajt, 14 hüllőt és kétéltűt számlál. Bár a hegyekben megtalálhatók a tipikus ragadozók, mint pl. a medve, hiúz, illetve növényevők közt a szarvasok, az elmúlt években sajnos csökkent a populáció az erdőirtás miatt.

## Fordítás
Ez a szócikk részben vagy egészben  a   Geography of Korea című angol Wikipédia-szócikk fordításán alapul.  Az eredeti cikk szerkesztőit annak laptörténete sorolja fel. Ez a jelzés csupán a megfogalmazás eredetét és a szerzői jogokat jelzi, nem szolgál a cikkben szereplő információk forrásmegjelöléseként.